# Formuła ADAC Junior
Formuła ADAC Junior – niemiecka seria wyścigowa przeznaczona dla młodych kierowców, organizowana przy wsparciu BMW. Była organizowana w latach 1991–1997. Została zastąpiona Formułą ADAC.

## Mistrzowie
| Sezon | Kierowca             | Zespół                    | Samochód        |
| ----- | -------------------- | ------------------------- | --------------- |
| 1991  | Christian Abt        |                           | Formel ADAC-BMW |
| 1992  | Alexander Grau       | PZ München-Team Valier    | Formel ADAC-BMW |
| 1993  | Ralf Kalaschek       | ADAC Südbayern Juniorteam | Formel ADAC-BMW |
| 1994  | Richard Kopp         | ADAC Südbayern Juniorteam | Formel ADAC-BMW |
| 1995  | Dominik Schwager     |                           | Formel ADAC-BMW |
| 1996  | Matthias Wolf        |                           | Formel ADAC-BMW |
| 1997  | Daniel Schadenberger |                           | Formel ADAC-BMW |